# Horikawaea redfearnii
Horikawaea redfearnii là một loài rêu trong họ Pterobryaceae. Loài này được B.C. Tan & P.J. Lin mô tả khoa học đầu tiên năm 1995.